# Kuwohi
 Denne artikel bør gennemlæses af en person med fagkendskab for at sikre den faglige korrekthed.
      → Flere døde links 

Kuwohi (tidligere Clingmans Dome eller Clingman's Dome) er et bjerg i Great Smoky Mountains, beliggende i delstaterne Tennessee og North Carolina i det sydøstlige USA. Med en højde på 2.025 meter er bjerget det højeste i bjergkæden Great Smoky Mountains, det højeste punkt i Tennessee og det højeste punkt ved den 3.499 km lange vandresti Appalachian Trail. Bjerget er det tredjehøjeste punkt i North Carolina og det tredjehøjeste i hele Appalacherne.
Kuwohi ligger i nationalparken Great Smoky Mountains National Park. En asfalteret vej forbinder bjerget med hovedvejen U.S. Highway 441 (Newfound Gap Road) tæt på bjergpasset Newfound Gap. Et udsigtstårn af beton blev bygget på stedet i 1959 og giver en panoramaudsigt i alle retninger til bjergene.
Den offentlige myndighed United States Environmental Protection Agency har en kontrolstation til overvågning af luftkvaliteten på bjergtoppen, som er den næsthøjest beliggende i det østlige Nordamerika.
På toppen af Kuwohi er der granskov af typen sydappalachisk Picea rubens-Abies fraseri (rødgran og frasergran), som kun findes på de højest beliggende steder i det sydøstlige USA og har mere til fælles med skovene på nordlige breddegrader end med skovene i de omgivende dale. Som de fleste bjergtoppe i Great Smoky Mountains adskiller Kuwohi sig tydeligt fra det omgivende terræn med en stigning
på næsten 1.500 meter fra bjergets fod til toppen.

## Historie
Bjerget, der efter sigende var kendt som "Kuwahi" (morbærstedet) af cherokee-indianerne, blev af de amerikanske bosættere kaldt "Smoky Dome", den disede tinde. I 1859 blev bjerget omdøbt af geologen og geografen Arnold Henri Guyot til ære for Thomas Lanier Clingman (1812-1897), en general under den amerikanske borgerkrig, som i udstrakt grad udforskede området i 1850'erne og siden reklamerede for det i mange år. Guyot opkaldte bjerget efter Clingman på grund af en diskussion mellem Clingman og en professor ved University of North Carolina, Elisha Mitchell (1793-1857) om, hvilket bjerg i området der rent faktisk var det højeste. Mitchell mente, at en top ved navn Black Dome (nu kendt som Mount Mitchell) var højest, mens Clingman mente, at Smoky Dome var højere. Guyot konstaterede, at Smoky Dome var 12 meter lavere end Black Dome.

## Geologi
Kuwohi består som størstedelen af Great Smoky Mountains af en form for let metamorfoseret, sedimenteret klippe (særligt sandsten), som er en del af en formation kendt som Ocoee-supergruppen. Disse klipper blev dannet for næsten en milliard år siden af ældgamle havsedimenter. Selv om en tæt underskov dækker det meste af bjerget, er klippetypen synlig i klippefremspring og i en stor bunke klippestykker ved Forney Ridge-parkeringspladsen for enden af Kuwohi-vejen. Bjergenes alder er noget spekulativ, men de er blandt verdens ældste, opstået for omkring 200-300 millioner år siden under den allegheniske orogonese.
Kuwohi har to nabotoppe, den 2.000 meter høje Mount Buckley mod vest og den 1.950 meter høje Mount Love mod øst. Flere større vandløb udspringer fra Kuwohis bjergsider, Little River på den nordlige side, og Forney Creek og Noland Creek (begge bifloder til Tuckasegee River) på den sydlige side. Hele bjerget ligger inden for Tennessee Rivers afvandingsareal.

## Tilgængelighed
Kuwohi er den bedst tilgængelige bjergtop i Great Smoky Mountains National Park. Den 11 km lange vej Clingmans Dome Road, der er lukket fra 1. december til 31. marts, begynder lige efter bjergpasset Newfound Gap og fortsætter op ad bjerget til Forney Ridge-parkeringspladsen, 91 meter fra toppen. En 800 meter lang asfalteret sti løber fra parkeringspladsen til det 16 meter høje udsigtstårn på toppen af bjerget. Ved den korte, stejle sti er der offentlige toiletter, affaldsspande og talrige bænke. Fra stien får man glimt af højlandet-Appalachernes ofte fjendtlige omgivelser, mens den løber gennem en granskov og dennes tilhørende stormvæltede træer og døde frasergraner. Fra udsigtstårnet kan man opleve et 360-graders panorama over de omgivende bjerge på de sjældne, skyfrie solskinsdage. På rækværket hænger der skilte, som fortæller om de forskellige bjergtoppe og -kæder, byer og andre punkter, man kan se fra tårnet. Sigtbarheden spænder fra 32 km på disede dage til 160 km på meget klare dage.
Vandrestien Appalachian Trail (A.T.) krydser Kuwohi lige nord for udsigtstårnet. En 12 km lang del af vandrestien forbinder bjerget med passet Newfound Gap og er den eneste mulighed for adgang til bjerget i vintermånederne, hvis man ikke ønsker at overnatte. De nærmeste hytter er Double Spring Gap Shelter, der ligger 4,2 km mod vest tæt på hvor A.T. møder Goshen Prong, og Mount Collins Shelter, der ligger 6,4 km mod øst tæt på hvor A.T. møder Sugarland Mountain Trail. Kuwohi er udgangspunkt for flere andre vandrestier, herunder Forney Ridge Trail (til bjerget Andrews Bald) og Forney Creek Trail (til den 480 km lange Benton MacKaye Trail vandresti ved bredden af den opdæmmede sø Fontana Lake). Vandrestien Mountains-to-Sea Trail, der forbinder Great Smoky Mountains med øgruppen Outer Banks ud for North Carolinas kyst, krydser Appalachian Trail 5,6 km øst for Kuwohi.

## Flystyrtet i 1946
Tidligt om morgenen den 12. juni 1946 styrtede et Boeing B-29 Superfortress-fly ned tæt på toppen af Kuwohi, og alle tolv personer om bord på flyet omkom.